# Luke Humphries
Pour les articles homonymes, voir Humphries.
Luke Humphries, né le 11 février 1995, est un joueur de fléchettes anglais. En 2024, il devient champion du monde en dominant en finale Luke Littler, sur le score de 7 à 4. Il a également remporté en 2023 plusieurs tournois majeurs : le World Grand Prix, le Grand Slam of Darts et les Players Championship Finals ainsi que le World Matchplay (darts) (en) en 2024.